# 金子貴伸
金子 貴伸（かねこ たかのぶ、1978年5月21日 - ）は日本の俳優。千葉県出身。ベルジネ・タレント・エージェンシー所属。身長178cm、血液型Ｂ型。

## 人物・来歴
学生時代は野球部に所属。高校3年時、春の大会優勝、関東大会一回戦負け、夏の大会ベスト4、共にベンチ入り。その後友人の勧めにより芸能事務所のオーディションを受けた事をきっかけに俳優として活動を開始する。奈良橋陽子、ヘディ・ソンタグに師事。英語力を評価され海外ドラマ作品の出演や、2017に出演した舞台「かもめ」（作：アントン・チェーホフ）が、ベオグラード国際演劇祭（セルビア）と国際マルチメディアフェスティバル（ボスニア・ヘルツェゴビナ）、クロアチアの国際演劇祭へ正式招聘され、東欧3カ国5都市ツアーを果たす。演出家としても活動しており、「二十日鼠と人間」（作：ジョン・スタインベック）「ともだちが来た」（作：鈴江俊郎）の演出や「ゴドーを待ちながら」（作：サミュエル・ベケット）の主催・企画・出演を務めた。

## 出演

### 映画
- 調度良い体温と文字数（2004年）
- M-1グランプリへの道 まっすぐいこおぜ!（2004年）
- 新宿歌舞伎町案内人（2004年）
- Deep Love アユの物語（2004年）
- ラストサムライ（2003年）
- ラーメンガール（2008年）
- TAJOMARU（2009年）
- 64-ロクヨン- 後編（2016年）
- アニメ「ORLIK」 主演 クラレンス オルリック役（声の出演）（2023年）[4]

### テレビ
- お前の諭吉が泣いている（2001年、ANB）
- セミダブル（1999年、CX）
- ブラッディ・マンデイ（2008年、TBS）
- 大貧乏（2017年、CX）

### 短編映画
- 老人と木（2007年）
- Short Mail（2012）
- とっとこ将太（2016年）
- SHIKI/Short Film 第三弾【Fall in Mind】（2019年）
- 「プレイステーションも持っていきなさい」主演 泥棒役（2023年）[5]
- 「ホモ・アミークス」坂井役（2023年）[6]
- 「ほとばしれ！愛。」ゆうじ役（2022年）
- 「月の海」小暮大輝役（2021年）
- アニメ「RESSENTIR」岡田麗之進役（声の出演）（2024年）

### Vシネマ
- 死刑確定Ⅱ（2005年）
- 死刑確定Ⅲ（2005年）
- ムラマサ 四の章 鴉（2005年）

### ＣＭ
- アコム～工事現場編
- JINRO
- ニベア花王「8×4」
- GungHo パズドラZ～突撃!Z初体験 男性篇・女性篇～
- フィリップモリスジャパン Marlboro CLEAR
- 読売新聞 ～人生案内 100年の歴史編～
- サーモス ケータイマグ篇

### 舞台
- 竜宮からの手紙～ニライカナイ～ - 主演、演出:丹治大吾
- ともだちが来た - 友役、演出:越光照文
- すっ天天－朝日通り－ - ヒデ役、演出:丹治大吾
- 翔　演出:渡辺 聡
- TATSU－龍一 - 陸奥陽之助役、 演出:奈良橋陽子
- 狼たちの午後 - 主演、演出:奈良橋陽子
- DREAM OF PASSION - 脱藩浪人役、演出:奈良橋陽子
- 血の婚礼 - 木こり役、演出:平山一夫
- 日穏 －bion－SUKIYAKI - 真平役、演出:たんじだいご
- ゴドーを待ちながら - ウラジミール役　主宰・出演/演出:田辺日太
- かもめ　南東欧ツアー2017（2017年） - シャムラーエフ役、作:アントン・チェーホフ、構成・演出:杉山剛志

### 演出
- ともだちが来た（作：鈴江俊郎）
- 二十日鼠と人間（作：ジョン・スタインベック）

### ＭＶ
- ネクライトーキー 「ランバダ・ワンダラン」
- Novel Core「JENGA」美術教師役
- Air Swell「バッドボーイズセレナーデ」

### ＷＥＢ
- あしたのSHOW（2020年） - 司会

### ナレーション
- 「ランタナ」予告編ナレーション（2021年）
- 「時には昔の話を/森山周一郎 声優と呼ばれた俳優」予告編ナレーション（2022年）

### その他
- PS3版ソフト、プロ野球スピリッツ2010（モーションキャプチャー ）